# Биткеев, Николай Цеденович
Николай Цеденович Биткеев (25 мая 1943, Овата, Троицкий улус, Калмыцкая АССР, РСФСР — 8 июля 2013, Элиста, Республика Калмыкия) — калмыцкий учёный-востоковед, фольклорист, литературовед, педагог, собиратель устного народного творчества.
Доктор филологических наук, профессор.

## Биография
Родился 23 мая 1943 года в посёлке Овата Троицкого улуса Калмыцкой АССР. В 1963 году окончил с отличием Калмыцкое педучилище и работал учителем в Оватинской восьмилетней школе Целинного района Калмыцкой АССР.
В 1969 году с отличием окончил Калмыцкий педагогический институт и поступил на работу в Калмыцкий НИИЯЛИ, в сектор джангароведения и фольклора младшим научным сотрудником.
В 1970—1973 учился в аспирантуре Института мировой литературы им. A. M. Горького АН СССР. В 1974 году успешно защитил кандидатскую диссертацию. После окончания аспирантуры продолжал работать в Калмыцком НИИЯЛИ, более 14 лет заведовал сектором фольклора и джангароведения.
С 1996 года преподавал в Калмыцком государственном университете.
В 1997 году Н. Ц. Биткеев защитил докторскую диссертацию по теме «Калмыцкий героический эпос „Джангар“: поэтика и традиция». Являлся членом Союза журналистов России.
Н. Ц. Биткеев — автор более 60 научных работ. Основная тема научных исследований — калмыцкое устное народное творчество, героический эпос «Джангар».

## Труды

### На калмыцком языке
- Биткеев, Н. Ц. Җанһрчнр. — Элст: Хальмг дегтр һарһач, 1983. — 95 c.
- Биткеев, Н. Ц. Жанһрчнр = Джангарчи. — 2-е изд., доп. — Элст: АПП «Джангар», 2001. — 433 с.
- Биткеев, Н. Ц. «Джангар» в системе образования. [Текст] = «Җаңһр» эрдм-сурhулин дигт / Н. Ц. Биткеев. — Элиста : [б. и.], 2009. — 318 с.

ISBN 978-5-94587-379-7

### На русском языке
- Биткеев, Н. Ц. Поэтическое искусство джангарчи. Эпический репертуар Ээлян Овла. Певец и традиция. — Элиста: Калм. кн. изд-во, 1982. — 96 с.
- Грамматика калмыцкого языка : Фонетика и морфология / [П. Ц. Биткеев, Р. П. Дораева, Д. А. Павлов и др.; Редкол.: Г. Д. Санжеев (отв. ред.) и др.]. — Элиста : Калм. кн. изд-во, 1983. — 336 с.
- Биткеев, Н. Ц. Калмыцкая народная песенная поэзия. — Элиста: Калм. кн. изд-во, 1987. — 141 с.
- Биткеев, Н. Ц. Калмыцкий героический эпос «Джангар». Проблемы типологии национальных версий. — Элиста: Калм. кн. изд-во, 1990. — 155 с.
- Биткеев, Н. Ц. Калмыцкий героический эпос «Джангар» : Поэтика и традиция : диссертация … доктора филологических наук : 10.01.09. — Улан-Удэ, 1997. — 292 с
- Биткеев, Н. Ц. Калмыцкий песенный фольклор / Н. Ц. Биткеев ; М-во культуры Респ. Калмыкия. — Элиста : Джангар, 2005 (АПП Джангар). — 213 с.

ISBN 5-94587-009-9
- Биткеев, Н. Ц. Эпос «Джангар» = The Epic «Djanggar» / Н. Ц. Биткеев ; Российская акад. наук, М-во образования и науки Российской Федерации, Калмыцкий гос. ун-т. — 2-е науч. изд., доп. (на рус. и англ. яз.). — Элиста : Джангаар, 2006. — 350 с. ISBN 5-23020-277-7
- «Джангар». Калмыцкий народный эпос. Эпический репертуар джангарчи М. Басангова / пер., предисл., коммент. Н. Ц. Биткеева. — Элиста: Калм. кн. изд-во, 1988. — 154 с.
- Калмыцкое устное народное творчество : [сборник] / [сост., авт. предисл., вступит. ст. и коммент. Н. Ц. Биткеев]. — Элиста : Джангар, 2007. — 438 с. ISBN 978-5-94587-200-4
- Биткеев Н. В песнях — судьба народа: [о народных песнях сибирского цикла периода депортации калмыков] / Николай Биткеев // Изв. Калмыкии. — 2003. — 5 нояб. (№ 256—257). — С. 4.
- Биткеев Н. Судьба калмыков в сибирских песнях: к 60-летию депортации: [о нар. песнях сибирского цикла] / Николай Биткеев // Вечерняя Элиста. — 2003. — 13 нояб. (№ 109). — С. 6.